# Порц
Порц (рум. Porț) — село у повіті Селаж в Румунії. Входить до складу комуни Марка.
Село розташоване на відстані 413 км на північний захід від Бухареста, 37 км на захід від Залеу, 93 км на північний захід від Клуж-Напоки.

## Населення
За даними перепису населення 2002 року у селі проживали 315 осіб, з них 312 осіб (99,0%) румунів. Рідною мовою 312 осіб (99,0%) назвали румунську.